# Hasardspel
Hasardspel (från franska hasard, slump, tillfällighet) är spel vars utgång beror på slumpen och inte av de spelandes skicklighet. En hasardspelare inlåter sig på riskabla företag och litar på tur och lycka. Hasardspel är ofta synonymt med spel om pengar, och innefattar då någon form av vadslagning, även om det är möjligt att spela om annat såsom tändstickor, eller bara "ära".
Ett hasardspel är ursprungligen ’en sorts tärningsspel’, möjligen ytterst av arabiskt ursprung, och ett spel om pengar eller annan egendom. Några typer av spel som kan vara hasardspel är lotterier, kortspel, tärningsspel och bingo. På kasinon spelas typiska hasardspel.
Inom samhällsvetenskapen förklarar individers preferens för att acceptera en förväntad monetär förlust i utbyte mot en viss chans till större vinster förekomsten av hasardspel. Detta beteende kallas för riskpreferens.
Hasardspelande, oftast i kombination med vadslagning, kan leda till problemspelande eller spelberoende med störst risk av snabba och lättillgängliga spel som de i spelautomater eller på internet i form av nätpoker, nätkasino eller nätbingo. Lotterispel är mindre benäget att utvecklas till ett beroende.

## Historia
Hasardspelens historia är ytterst gammal, och fynd av tärningar har gjorts såväl i Ur (från omkring 2 500 f.Kr.) som i gravar från folkvandringstiden. Astragaler användes som tärningar under antiken, och under 1300-talets slut blev spelkort vanliga. Spelkorten tros ha sitt ursprung i Kina på 900-talet. Det första kända kasinot, Ridotto, startade sin verksamhet 1638 i Venedig, Italien. Olika religioners syn på hasardspel har sammanblandats. Både katolska och judiska traditioner har tillägnat vissa dagar åt hasardspel. Många religiösa auktoriteter har dock ogillat hasardspel, bland annat de äldre judiska, som till och med diskvalificerade professionella spelare från att vittna i rätten. Hasardspel har ofta ansetts ha sociala konsekvenser. Vissa islamiska nationer förbjuder hasardspel. De flesta andra länderna reglerar det.
Många av de spel som idag spelas på kasinon kommer från Europa och Kina. Craps, baccarat, roulette och Black Jack kommer från olika delar av Europa. En variant av keno, som är ett antikt kinesiskt lotterispel, spelas på kasinon över hela världen.

## Fusk och falskspel
I vissa hasardspel finns spelare som manipulerar sin motståndare för egen vinning. Vissa hasardspel är rent lurendrejeri till sin natur, men falskspel kan också gå ut på att fuska i konventionella hasardspel med någorlunda sjyssta regler. I nätkasinovärlden förekommer riggade spel genom piratkopierade versioner av slots från kända utvecklare. Även kasinon utsätts för bedragare. Ett av de mer välkända exemplen är Ronald Dale Harris, en programmerare som under 90-talet använde sin expertis till att manipulera spelautomater, och senare Keno-spel, i Las Vegas, USA.

## Problemspelande och beroende
Spel om pengar kan, liksom droger och alkohol, ge upphov till allt från enstaka negativa konsekvenser (spelproblem) till diagnostiserat spelberoende. Spelproblem innebär att man har svårt att kontrollera spelandet och att spelandet ger negativa konsekvenser som ohälsa, ekonomiska problem eller sociala problem. Spelberoende är ett allvarligt tillstånd med en ökad risk för förtidig död och suicid.
En svensk befolkningsundersökning från 2015 fann att 6 procent av befolkningen mellan 16 och 84 år har någon grad av spelproblem och att 0,4 procent av dessa uppfyllde kriterier för spelberoende. Män spelar mer, satsar högre belopp, spelar under mer riskabla former och utvecklar oftare spelproblem.
De flesta spel kan ge spelproblem, men vissa spel är mer riskabla än andra. Lättillgängliga och snabba spel som spelautomater, kasinospel och internetspel som nätkasino, nätpoker och nätbingo är värst. Mindre riskabla spel är t.ex. lotterier.

## Hasardspel för vetenskapen
Sannolikhetsteori och beslutsteori har mycket att tacka hasardspelen. Gerolamo Cardano skrev 1526 en bok som handlade om tärningsproblem, och Antoine Gombaud formulerade de Mérés problem, vilket ledde till en diskussion om spelproblem samt en modernisering av synen på sannolikheter. John von Neumann och Oskar Morgenstern utvecklade spelteorin under 1950-talet. Vidareutveckling av denna har två gånger lett till Sveriges Riksbanks pris i ekonomisk vetenskap till Alfred Nobels minne; 1994 och 2005.

## Hasardspel efter land

### Sverige
Redan i Magnus Erikssons stadslag reglerades spelandet, och lotterilagen (1982:1011) reglerade anordnande av lotterier fram till årsskiftet 2018/2019 då lotterilagen ersattes av spellagen. Det finns då ett statligt ägt företag, Svenska Spel, och några privatägda företag, som ATG, Folkspel (Bingolotto) och Spero. En del anordnande och tillåtande av sådana spel faller under dobbleri, som är kriminaliserat. Åldersgränsen för att spela hasardspel i Sverige är 18 år, men man måste vara minst 20 år för att gå på kasino.
Omregleringen 2019 innebar krav på svensk spellicens för alla leverantörer, även utländska, av hasardspel till svenska kunder, öppnade den svenska marknaden för hasardspel för konkurrens och innebar att statens monopol upphörde.
Flera utländska företag levererar hasardspel till svenska kunder, främst via Internet, till exempel Betsson, Ladbrokes, LeoVegas och Expekt. Dessa bolag har vanligtvis sina säten på Malta på grund av önationens spellicens- och skatteregler. När spellagen infördes fick det till följd att även det svenska statliga spelbolaget Svenska Spel och det sedan länge statligt kontrollerade ATG sökte sig till Malta för att kunna erbjuda de spel som kunderna efterfrågade.

### Finland

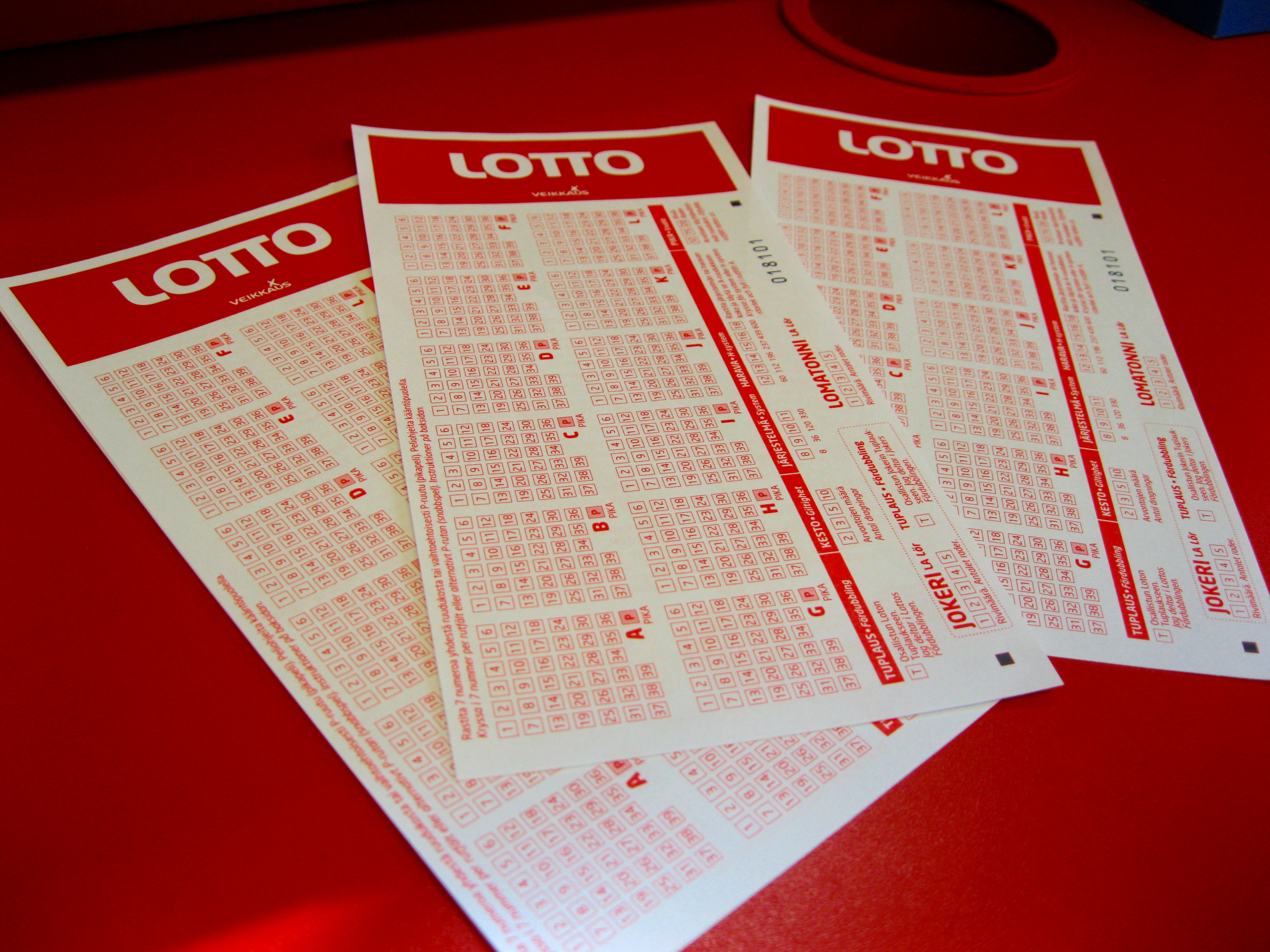
Finska lottokuponger.

I Finland utanför Åland har företaget Veikkaus Ab det lagliga monopolet för alla penningspel. Upp till slutet av 2016 hade Veikkaus Ab monopolet för att anordna vadslagnings- och lotterispel, och Penningautomatföreningen hade monopolet för att praktisera penningautomat- och kasinospelverksamhet. På Åland driver Ålands Penningautomatförening det lagliga spelmonopolet.
Veikkausspelens vinster används till stöd för undervisning, social- och hälsovård samt kulturverksamhet. Lotterilagen leder penningspelverksamheten i Finland. Det är kriminaliserat att ordna penningspel utan tillstånd. Åldersgränsen för att spela penningspel är 18 år.

### Ukraina
Det ukrainska parlamentet förbjöd hasardspel år 2009 efter en brand i en spelhall i Dnepropetrovsk i maj 2009 då nio personer avled.
Den 14 juli 2020 legaliserade parlamentet hasardspelandet igen på villkoret att reglerna och åldersgränsen efterlevs (lägsta åldersgräns är 22).

### Indien
Endast tre stater tillåter kasinospel: Goa, Daman och Sikkim. Delstaterna Meghalaya och Nagaland tillåter onlinespel.
Trots den befintliga förbudslagstiftningen är illegalt spel utbrett i hela landet. Den indiska spelmarknaden beräknas 90 miljarder dollar i år, varav ungefär hälften är illegal vadslagning.

### USA
Varje delstat har sina egna lagar som reglerar eller förbjuder hasardspel.
Delstaterna som tillåter kasinon och liknande former av spel har ofta strikta regler för zonindelning för att hålla såna institutioner borta från skolor och bostadsområden.
Flera indianstammar driver kasinoverksamhet på sina stammarker för att ge sysselsättning och inkomster för sina regeringar och stammedlemmar. Deras aktiviteter övervakas av National Indian Gaming Commission.

### Mexiko
Hasardspel är tillåtet i Mexiko under förutsättning att man innehar en giltig licens från den mexikanska behöriga myndigheten.
Bingo får endast hållas för penninginsamlingar för välgörande ändamål av respektive välgörenhetsorganisationer.
På federal nivå är den lagliga åldern för att spela hasardspel 18 år.

## Etymologi
Fastän det kan verka enkelt att koppla ihop hasard med det engelska ordet hazard (risk eller fara) så finns det dokumentation som tyder på att ordet ursprungligen kommer från det arabiska ordet för tärning, zar, med bestämd artikel azzar.

## Typer av spel
- Poker
- Black Jack med korträkning
- Pai Gow-poker
- Baccarat
- Chemin de fer
- Craps
- Sic bo
- Roulette
- keno
- Röda hund
- Fan tan
- Trekortspoker
- Fyrkortspoker
- pyramidpoker
- Caribbean Stud Poker
- Spansk 21
- Spelautomater som till exempel videopoker eller Jack Vegas

### Ej kasino-spel
- Bingo
- Lotteri
- Mah-Jong
- Backgammon